# دافا فاسیا
دافا فاسیا (انگلیسی: Daffa Fasya؛ زادهٔ ۷ مهٔ ۲۰۰۴) بازیکن فوتبال است.